# Klickitats
Els klickitats (també klikitat) són uns amerindis dels Estats Units de la cultura del nord-oest del Pacífic. Avui formen part de la tribu reconeguda federalment de les Tribus i Bandes Confederades de la Nació Yakama.
Parlaven el sahaptin, els seus veïns orientals eren els yakama, que parlaven una varietat de la mateixa llengua. Llurs veïns occidentals eren tribus salish i chinooks. Llur nom s'ha perpetuat en el comtat de Klickitat (Washington), Klickitat (CDP), Klickitat Street a Portland (Oregon), i el riu Klickitat, tributari del riu Columbia.
Els klickitats es caracteritzaven per ser comerciants actius i emprenedors, i van exercir com a intermediaris entre les tribus de la costa i les que vivien a l'est de les Muntanyes Cascade.

## Nom
L'etnònim "klikitat" es creu que deriva d'una paraula chinook que vol dir "més enllà", en referència a les muntanyes Rocoses. Tanmateix els klickitats s'anomenen a si mateixos qwû'lh-hwai-pûm que vol dur "poble de la planura" (X̣ʷáɬx̣ʷaypam).
Altres noms per als klickitat són:
- Awi-adshi, nom molala.
- Lûk'-a-tatt, nom puyallup.
- Máhane, nom umpqua.
- Mǐ-Çlauq'-tcu-wûn'-ti, nom alsea, que vol dir "revenedors."
- Mûn-an'-né-qu' tûnnĕ, nom Naltunnetunne, que vol dir "gent de l'interior."
- Tlakäï'tat, nom Okanagon.
- Tsĕ la'kayāt amím, nom kalapuya.
- T!uwānxa-ikc, nom clatsop.
- Wahnookt, nom cowlitz.

## Història
Les terres ancestrals dels klickitat estaven situades al nord del riu Columbia, a la capçalera dels rius Cowlitz, Lewis, White Salmon i Klickitat, en els actuals comtats de Klickitat i Skamania. Van ocupar la seva base més tard després que els yakama travessessin el riu. En 1805 els klickitat van ser trobats per l'expedició de Lewis i Clark hivernant als rius Yakima i Klickitat i estimaren el seu nombre en uns 700 individus.
A començaments de la dècada de 1850 la tribu klickitat marxà a l'actual comtat de Jackson (Oregon) al nord i s'assentà en l'àrea, fronterera amb els modoc, shasta, takelma, latgawa, i umpqua Indian tribes had already lived within the present boundaries of that county.
Entre 1820 i 1830 una epidèmia de febre va colpejar les tribus de Willamette Valley. Els klickitat van aprofitar-se de la caiguda de la població en aquesta regió, van travessar el riu Columbia i van ocupar el territori ocupat pels umpqua. Això no fou permanent i van ser empesos de tornada a la seva pàtria original.
La Guerra Klickitat va esclatar el 1855. Els klickitats van capitular i es van unir al tractat de Yakima al Campament Stevens el 9 de juny de 1855. Van cedir les seves terres als Estats Units. La majoria d'aquests es van establir a la reserva índia Yakima.

## Viles klickitat esmenades en fonts històriques
- Itkilak (Ithlkilak): a White Salmon Landing, ocupada amb els Chilluckquittequaw.
- Nanshuit: ocupada amb els Chilluckquittequaw a Underwood.
- Shgwaliksh: no gaire lluny de l'illa Memaloose.
- Tgasgutcu: ocupada amb els Chilluckquittequaw, a unes 34 milles a l'oest de les muntanyes vora Mosier (Oregon), i vora una milla de White Salmon Landing però no es coneix la seva localització exacta.
- Wiltkun: localització exacta desconeguda.